# Santa Eugènia
Pour les articles homonymes, voir Santa Eugénia.
Santa Eugènia, en catalan et officiellement (Santa Eugenia en castillan), est une commune d'Espagne de l'île de Majorque dans la communauté autonome des Îles Baléares. Elle est située au centre de l'île et fait partie de la comarque de la Pla de Mallorca.

## Géographie

Localisation de l'île Majorque dans les Îles Baléares.
Localisation de Santa Eugènia dans l'île de Majorque.
Localisation de la comarque de la Pla de Mallorca dans l'île de Majorque.